# Băng thông (mạng máy tính)
Trong mạng máy tính, băng thông hay còn gọi là băng thông mạng, băng thông dữ liệu, hoặc băng thông kỹ thuật số là tốc độ truyền dữ liệu tối đa trên một đường dẫn nhất định. Tuy nhiên, tốc độ bit thực tế có thể đạt được không chỉ phụ thuộc vào băng thông tín hiệu mà còn phụ thuộc vào lượng nhiễu trên kênh. 
Định nghĩa về băng thông trong ngành mạng máy tính này trái ngược với định nghĩa băng thông trong ngành xử lý tín hiệu, với băng thông trong xử lý tín hiệu là khái niệm để chỉ băng thông tín hiệu tương tự được đo bằng hertz, có nghĩa là dải tần giữa tần số thấp nhất và cao nhất có thể đạt được trong khi đáp ứng mức suy giảm được xác định rõ về công suất tín hiệu.

## Dung lượng băng thông mạng
Thuật ngữ băng thông đôi khi được sử dụng để xác định tốc độ bit ròng hay tốc độ bit cao nhất, tốc độ thông tin hoặc là tốc độ bit hữu ích ở lớp vật lý (trong mô hình OSI), dung lượng kênh hoặc thông lượng tối đa của đường truyền thông logic hoặc vật lý trong hệ thống truyền thông kỹ thuật số. Ví dụ, kiểm tra băng thông đo thông lượng tối đa của mạng máy tính. Tốc độ tối đa có thể được duy trì trên một liên kết bị giới hạn bởi dung lượng kênh Shannon-Hartley cho các hệ thống truyền thông này, phụ thuộc vào băng thông tính bằng hertz và nhiễu trên kênh.

## Tiêu thụ băng thông mạng
Băng thông tiêu thụ trong bit/s, tương ứng với đạt được thông lượng hoặc lưu lượng, tức là, tỷ lệ trung bình của truyền dữ liệu thành công thông qua một con đường thông tin liên lạc. Băng thông tiêu thụ có thể bị ảnh hưởng bởi các công nghệ như định hình băng thông, quản lý băng thông, điều chỉnh băng thông, giới hạn băng thông, phân bổ băng thông (ví dụ: giao thức phân bổ băng thông và phân bổ băng thông động), v.v. Băng thông của luồng bit tỷ lệ thuận với băng thông tín hiệu tiêu thụ trung bình tính bằng hertz (băng thông phổ trung bình của tín hiệu tương tự đại diện cho luồng bit) trong khoảng thời gian đo lường.
Băng thông kênh có thể bị nhầm lẫn với thông lượng dữ liệu hữu ích (hoặc lưu lượng). Ví dụ: một kênh có x bps có thể không nhất thiết phải truyền dữ liệu ở tốc độ x, vì các giao thức, mã hóa và các yếu tố khác có thể thêm chi phí đáng kể. Chẳng hạn, nhiều lưu lượng truy cập internet sử dụng giao thức TCP, yêu cầu bắt tay ba bước cho mỗi giao dịch. Mặc dù trong nhiều triển khai hiện đại, giao thức có hiệu quả, nhưng nó có thêm chi phí đáng kể so với các giao thức đơn giản hơn. Ngoài ra, các gói dữ liệu có thể bị mất, điều này làm giảm thêm thông lượng dữ liệu hữu ích. Nói chung, đối với bất kỳ giao tiếp kỹ thuật số hiệu quả, một giao thức khung là cần thiết; chi phí hoạt động và hiệu quả phụ thuộc vào việc thực hiện. Thông lượng hữu ích nhỏ hơn hoặc bằng công suất kênh thực tế trừ chi phí thực hiện.

## Băng thông tiệm cận
Băng thông tiệm cận (thông lượng chính thức tiệm cận) cho mạng là thước đo thông lượng tối đa cho nguồn tham lam, ví dụ khi kích thước thư (số gói mỗi giây từ một nguồn) gần với mức tối đa.
Băng thông tiệm cận thường được ước tính bằng cách gửi một số tin nhắn rất lớn qua mạng, đo thông lượng từ đầu đến cuối. Như các băng thông khác, băng thông tiệm cận được đo bằng bội bit mỗi giây. Do các băng thông tăng đột biến có thể làm sai lệch phép đo, các nhà mạng thường sử dụng phương pháp phân vị thứ 95. Phương pháp này liên tục đo lường mức sử dụng băng thông và sau đó loại bỏ 5 phần trăm hàng đầu.

## Băng thông đa phương tiện
Băng thông kỹ thuật số cũng có thể đề cập đến: tốc độ bit đa phương tiện hoặc tốc độ bit trung bình sau khi nén dữ liệu đa phương tiện (mã hóa dữ liệu nguồn), được định nghĩa là tổng lượng dữ liệu chia cho thời gian phát lại.
Do các yêu cầu băng thông cao không chính thức của phương tiện kỹ thuật số không nén, băng thông đa phương tiện cần thiết có thể được giảm đáng kể khi thực hiện nén dữ liệu. Kỹ thuật nén dữ liệu được sử dụng rộng rãi nhất để giảm băng thông phương tiện là biến đổi cosine rời rạc (DCT), lần đầu tiên được Nasir Ahmed đề xuất vào đầu những năm 1970. Nén DCT làm giảm đáng kể lượng bộ nhớ và băng thông cần thiết cho tín hiệu số, có khả năng đạt được tỷ lệ nén dữ liệu lên tới 100: 1 so với phương tiện không nén.

## Băng thông trong lưu trữ web
Trong dịch vụ lưu trữ web, thuật ngữ băng thông thường được sử dụng không chính xác để mô tả lượng dữ liệu được truyền đến hoặc từ trang web hoặc máy chủ trong một khoảng thời gian quy định, ví dụ: mức tiêu thụ băng thông được tích lũy trong một tháng được tính bằng gigabyte trên mỗi tháng. Cụm từ chính xác hơn được sử dụng cho ý nghĩa này của lượng truyền dữ liệu tối đa mỗi tháng hoặc khoảng thời gian nhất định là dữ liệu truyền hàng tháng.
Tình huống tương tự cũng có thể xảy ra đối với các ISP người dùng cuối, đặc biệt là khi dung lượng truy cập mạng bị hạn chế (ví dụ ở các khu vực có kết nối internet kém phát triển và trên các mạng không dây).

## Băng thông kết nối Internet
Bảng này cho thấy băng thông tối đa (tốc độ bit mạng lớp vật lý) của các công nghệ truy cập Internet phổ biến. Để biết danh sách chi tiết hơn, xem
- Danh sách băng thông thiết bị
- Xu hướng tiến độ bit
- Danh sách tốc độ bit đa phương tiện.